# Ганс-Гартвіг Троєр
Ганс-Гартвіг Троєр (нім. Hanns-Hartwig Trojer; 22 січня 1916, Трансильванія — 27 вересня 1943, на південний захід від Ірландії, Північна Атлантика) — німецький офіцер-підводник, капітан-лейтенант крігсмаріне. Кавалер Лицарського хреста Залізного хреста.
Серед товаришів мав прізвисько «Граф Дракула» через трансильванське походження.

## Біографія
10 вересня 1936 року вступив на флот кадетом. 1 жовтня 1938 року переведений в підводний флот. Служив вахтовим офіцером на підводних човнах U-34 і U-67. З 3 липня 1941 по 2 березня 1942 року командував навчальним підводним човном U-3. 9 травня 1942 року призначений командиром підводного човна U-221, на якому зробив 5 походів (провівши в морі в цілому 199 днів). Найбільш успішним для Троєра став його перший похід до Північної Атлантики, під час якого він потопив 6 суден загальною водотоннажністю 29 682 брт. 27 вересня 1943 року човен Троєра потоплений глибинними бомбами, скинутими з британського бомбардувальника; весь екіпаж (50 осіб) загинули.
Всього за час військових дій потопив 21 корабель загальною водотоннажністю 70 348 брт і пошкодив 1 корабель водотоннажністю 7 197 брт.
| Дата            | Назва корабля                 | Тип               | Тоннаж | Вантаж | Екіпаж | Загинули | Країна             | Конвой |
| --------------- | ----------------------------- | ----------------- | ------ | --- | ------ | -------- | ------------------ | ------ |
| 13 жовтня 1942  | Fagersten                     | Торговий пароплав | 2,342  | 944 стандарти пиломатеріалів і 651 тонна сталі                                                                   | 29     | 19       | Норвегія           | SC-104 |
| 13 жовтня 1942  | Ashworth                      | Торговий пароплав | 5,227  | 7300 тонн бокситів                                                                                               | 49     | 49       | Британська імперія | SC-104 |
| 13 жовтня 1942  | Senta                         | Торговий пароплав | 3,785  | 4031 тонна деревної маси і 1106 тонн сталі                                                                       | 35     | 35       | Норвегія           | SC-104 |
| 14 жовтня 1942  | Susana                        | Торговий пароплав | 5,929  | Генеральні вантажі, включаючи цінності і пошту                                                                   | 59     | 38       | США                | SC-104 |
| 14 жовтня 1942  | HMS LCM-508                   | LCM Mk.III        | 52     | |        |          | Британська імперія | SC-104 |
| 14 жовтня 1942  | HMS LCM-509                   | LCM Mk.III        | 52     | |        |          | Британська імперія | SC-104 |
| 14 жовтня 1942  | HMS LCM-519                   | LCM Mk.III        | 52     | |        |          | Британська імперія | SC-104 |
| 14 жовтня 1942  | HMS LCM-522                   | LCM Mk.III        | 52     | |        |          | Британська імперія | SC-104 |
| 14 жовтня 1942  | HMS LCM-523                   | LCM Mk.III        | 52     | |        |          | Британська імперія | SC-104 |
| 14 жовтня 1942  | HMS LCM-532                   | LCM Mk.III        | 52     | |        |          | Британська імперія | SC-104 |
| 14 жовтня 1942  | HMS LCM-537                   | LCM Mk.III        | 52     | |        |          | Британська імперія | SC-104 |
| 14 жовтня 1942  | HMS LCM-547                   | LCM Mk.III        | 52     | |        |          | Британська імперія | SC-104 |
| 14 жовтня 1942  | HMS LCM-620                   | LCM Mk.III        | 52     | |        |          | Британська імперія | SC-104 |
| 14 жовтня 1942  | HMS LCT-2006                  | LCT Mk.V          | 291    | |        |          | Британська імперія | SC-104 |
| 14 жовтня 1942  | Southern Empress              | Китобійна база    | 12,398 | 11700 тонн мазуту і палубний вантаж (21 десантне судно) 11 десантних суден потонули разом з кораблем (див. вище) | 125    | 48       | Британська імперія | SC-104 |
| 7 березня 1943  | Jamaica                       | Торговий теплохід | 3,015  | Баласт | 38     | 21       | Норвегія           | SC-104 |
| 10 березня 1943 | Tucurinca                     | Торговий пароплав | 5,412  | 4000 тонн генеральних вантажів, включаючи продукти харчування і пошту                                            | 82     | 1        | Британська імперія | HX-228 |
| 10 березня 1943 | Andrea F. Luckenbach          | Торговий пароплав | 6,565  | 11 600 тонн військового спорядження та вибухівки                                                                 | 84     | 20       | США                | HX-228 |
| 10 березня 1943 | Lawton B. Evans (пошкоджений) | Торговий пароплав | 7,197  | | ?      | 0        | США                | HX-228 |
| 18 березня 1943 | Walter Q. Gresham             | Торговий пароплав | 7,191  | 10 000 тонн генеральних вантажів, включаючи сухе молоко і цукор                                                  | 70     | 28       | США                | HX-229 |
| 18 березня 1943 | Canadian Star                 | Торговий теплохід | 8,293  | 7806 тонн морожених вантажів, включаючи м’ясо, сир і масло                                                       | 88     | 34       | Британська імперія | HX-229 |
| 12 травня 1943  | Sandanger                     | Тепловий танкер   | 9,432  | 7000 тонн бензину і 7000 тонн парафіну                                                                           | 39     | 20       | Норвегія           | HX-237 |

## Звання
- Кандидат в офіцери (3 квітня 1936)
- Кадет (10 вересня 1936)
- Фенріх-цур-зее (1 травня 1937)
- Обер-фенріх-цур-зее (1 липня 1938)
- Лейтенант-цур-зее (1 жовтня 1938)
- Оберлейтенант-цур-зее (1 жовтня 1940)
- Капітан-лейтенант (1 квітня 1943)

## Нагороди
- Нагрудний знак підводника (12 листопада 1939)
- Залізний хрест
  - 2-го класу (7 лютого 1940)
  - 1-го класу (5 серпня 1940)
- Медаль «За вислугу років у Вермахті» 4-го класу (4 роки; 3 квітня 1940))
- Відзначений у Вермахтберіхт (14 жовтня 1942)
- Лицарський хрест Залізного хреста (24 березня 1943) — вручений Гансом-Рудольфом Резінгом.